# Constanza Fuentes
Constanza Scarlett Fuentes Ancares (2 de enero de 2001) es una deportista paralímpica y taekwondista chilena siendo así la primera mujer para taekwondista chilena en una selección de hombres 
Fue la primera medalla en el Para Taekwondo chileno en los Juegos Parapanamericanos de Santiago 2023 y la primera Para Taekwondista chilena en clasificar a los Juegos Paralímpicos de París 2024, en la categría -65 kg.

## Galardones
- 2023, Medalla de Bronce Juegos Para Panamericanos, Santiago.
- 2024, Medalla de Bronce Para Panamericanos específicos Taekwondo.
- 2024, Medalla de Oro en Clasificatorio Paralímpico, República Dominicana.

## Enlaces exterior
- Constanza Fuentes en Instagram

- Datos: Q128636679